# Pseudlepista
Pseudlepista är ett släkte av fjärilar. Pseudlepista ingår i familjen björnspinnare.
Kladogram enligt Catalogue of Life:
| Pseudlepista | \| \| Pseudlepista atrizona \| \| \| \| \| \| Pseudlepista flavicosta \| \| \| \| \| \| Pseudlepista holoxantha \| \| \| \| |
|              | \| \| Pseudlepista atrizona \| \| \| \| \| \| Pseudlepista flavicosta \| \| \| \| \| \| Pseudlepista holoxantha \| \| \| \| |
|              | Pseudlepista atrizona |
|              | |
|              | Pseudlepista flavicosta |
|              | |
|              | Pseudlepista holoxantha |
|              | |